# Mikroroman
En mikroroman är en skönlitterär berättelse skriven med hjälp av en mikroblogg av något slag, till exempel Twitter eller statusfönstret på Facebook. Fenomenet finns främst i Japan, USA och Storbritannien. Idén bakom mikroromanen är att löpande utveckla berättelsen genom att skriva korta komprimerade inlägg på sin mikroblogg.